# Интравагинальный приём препаратов

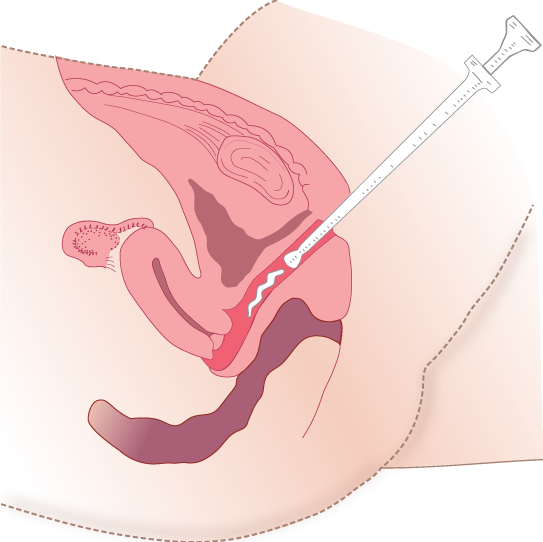
Введение лекарства интравагинально с помощью аппликатора.

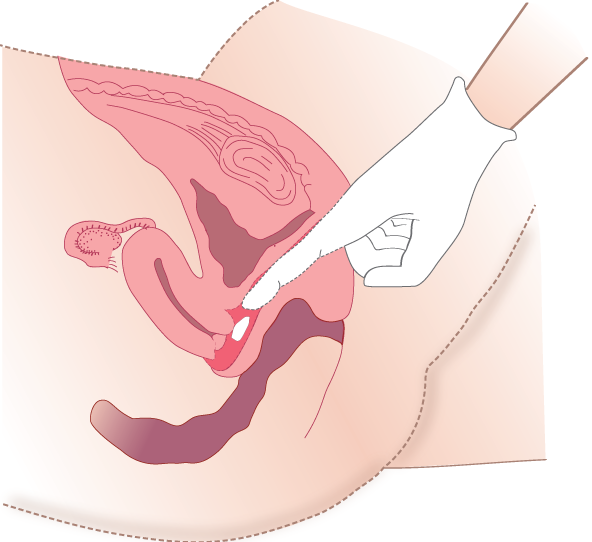
Введение лекарства интравагинально без аппликатора.

Интравагинальный приём препаратов — путь введения лекарственных средств, при котором вещество вводится внутрь влагалища. Фармакологическое преимущество этого способа заключается в том, что он вызывает эффект преимущественно во влагалище или близлежащих структурах (таких как влагалищная часть шейки матки), и имеет ограниченные системные побочные эффекты по сравнению с другими способами введения.
Лекарственные формы для интравагинального введения включают таблетки, кремы, гели, свечи и кольца.
Интравагинальный путь введения используется для некоторых гормональных и контрацептивных средств. Лекарственные средства, доставляемые преимущественно интравагинально, включают эстрогены и прогестогены (группа гормонов, включающая прогестерон), а также антибактериальные и противогрибковые препараты для лечения бактериального вагиноза и кандидоза (например, метронидазол в форме свечей и клиндамицин в форме мази). Эстрогены могут вводиться интравагинально в форме свечей (суппозиториев), крема и таблеток. У эстриола также есть лекарственные формы в виде интравагинальных свечей и крема.
Лекарства также могут вводиться интравагинально в качестве альтернативы пероральному способу в случае тошноты или других проблем с пищеварением.